# Boterhammes

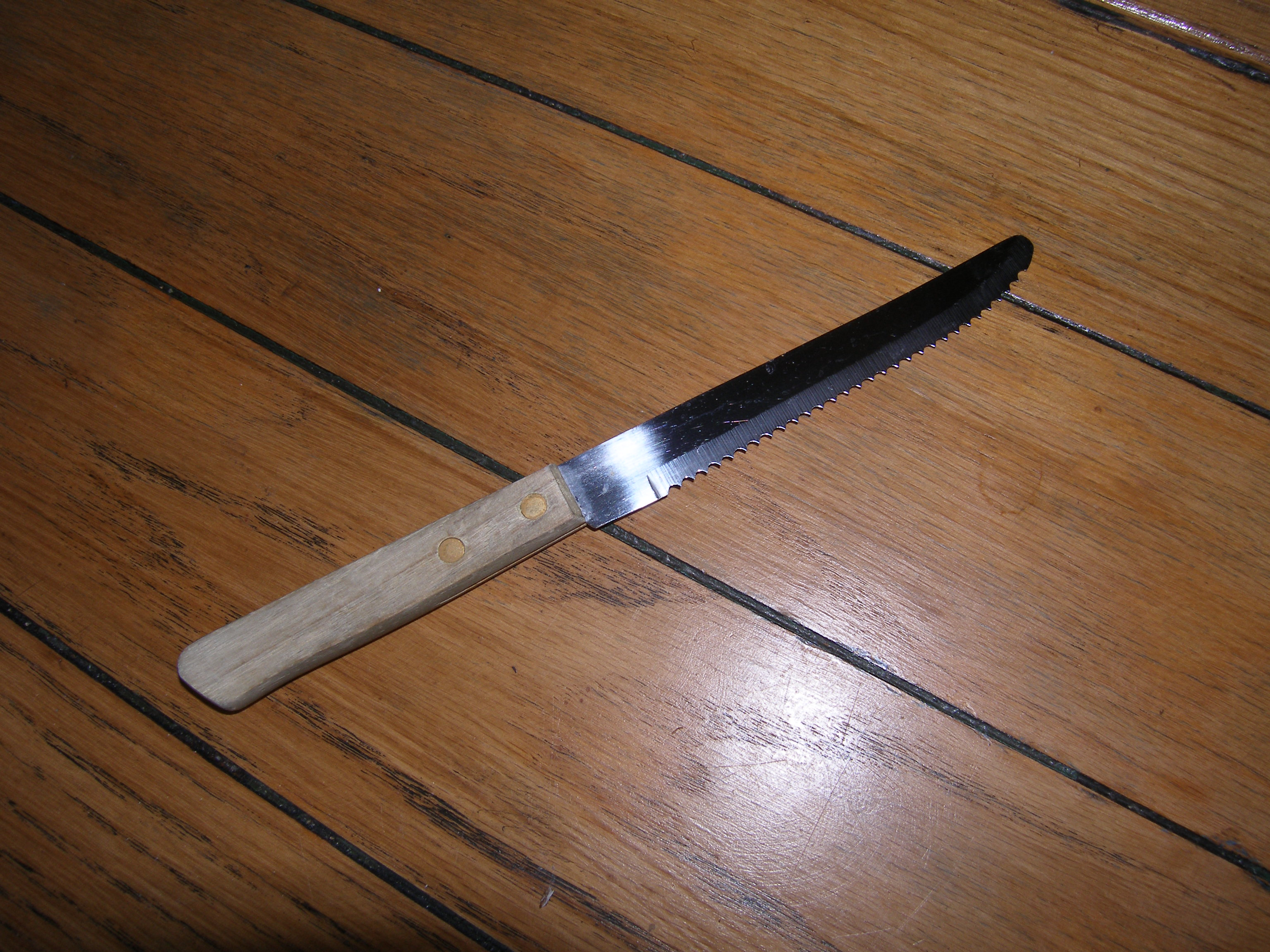
Een boterhammes met kartelrand

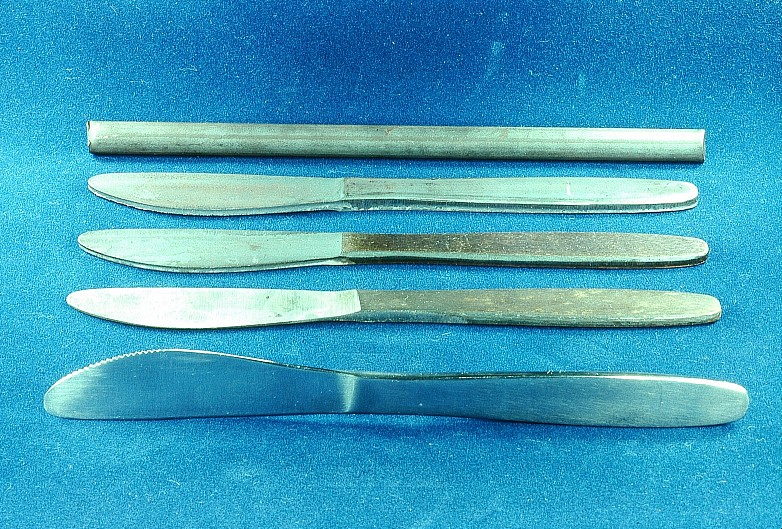
Een boterhammes (zonder kartelrand) welke uit een stalen staaf vervaardigd wordt en dan verder wordt gepolijst.

Een boterhammes is een mes bedoeld om boterhammen mee te (be)smeren. Een boterham wordt besmeerd met boter of margarine en broodbeleg. De boterham kan er ook mee doorgesneden worden.
Een boterhammes is meestal niet echt scherp en heeft een afgeronde punt.
Zie ook Botermes, een mes waarmee boter vanuit de botervloot naar de boterham wordt gebracht.